# Radio Polar
Radio Polar es una radioemisora chilena, que transmite desde la ciudad de Punta Arenas y cuenta con cobertura en la Región de Magallanes y la Antártica Chilena, además de la patagonia austral chileno-argentina. Pertenece al holding Polar Comunicaciones. Sus transmisiones se iniciaron el 29 de junio de 1940 y es la radioemisora más antigua (de las que aún están en el aire) de la Región de Magallanes y Antártica Chilena y, por cierto, una de las más antiguas a nivel nacional también.
En un principio esta radio emitía sólo en Amplitud Modulada, sin embargo en 1997 se expandió hacia la frecuencia modulada. Su eslogan es "Después de la noticia, el análisis".
El espacio matutino Buenos Días Región debutó en marzo de 2020 en reemplazo del programa Primera Conexión (que en 2016 reemplazó, a su vez, a Polar en Parlamento, uno de los programas icónicos de la emisora). Y diariamente se cuenta con la presencia de varios invitados, con quienes se abordan interesantes temas y noticias de la actualidad regional.
Destacan también sus "servicios comunitarios", que incluyen, entre otros, los mensajes para el campo y las notas necrológicas. Anteriormente, Radio Polar disponía de un departamento de Prensa, encargado de recopilar las informaciones del quehacer regional, las cuales eran dadas a conocer a través del noticiero Polar en la Noticia, que se emitía en 2 ediciones diarias. Con la desaparición de dicho Departamento de Prensa en 2019, la emisora emite solamente unas horas de informaciones nacionales e internacionales en enlace con Radio Bío Bío de Santiago, para dar paso posteriormente al programa Buenos Días Región.
Radio Polar, desde sus inicios, ha estado presente en causas sociales y de ayuda a la comunidad. 

## Programas
- Buenos Días Región
- Historia Nuestra
- Servicios Comunitarios y Notas Necrológicas
- La Voz Croata
- Vox Pópuli
- Salida de Cancha
- Vecinos conectados
- La botica del ayer
- El Tiempo de la Vitrola

Programas anteriores:
- Polar en la Noticia
- La Feria de Polar
- Polar en Parlamento
- Primera Conexión
- La mañana de Polar
- Chiloé, Música, magia y tradición
- Chile Rural
- La ganadería magallánica en acción
- El ranking de Polar (década de 1990)
- Fonodiscos
- Tangos... y algo más
- Candidato, candidata...  ¿quién es Usted? (en época de elecciones)

## Frecuencias
Radio
- Punta Arenas y Porvenir: 960 AM y 96.5 FM
- Puerto Natales: 98.5 FM

Televisión (Polar TV)
- Punta Arenas y Porvenir: Señal abierta Canal 2
- Punta Arenas: Señal Digital HD Canal 38.1
- Punta Arenas: señal de cable TV Red Canal 28
- Porvenir: señal de cable TV Red Canal 41
- Puerto Natales: señal de cable TV Red Canal 77